# Programme de technologie appropriée en santé
Le programme de technologie appropriée en santé (PATH pour Program for Appropriate Technology in Health) est une organisation non-gouvernementale basée à Seattle aux États-Unis qui emploie plus de 1 200 personnes avec un total de 30 bureaux dans le monde. Elle a été fondée en 1977,. Elle travaille sur les questions autour du planning familial, de la santé mère/enfant,,, de la vaccination, de la malnutrition, du sida, de la tuberculose, de la malaria, du cancer,, etc. Elle participe avec l'OMS au Projet Vaccins Méningite, qui développé le MenAfriVac.